# 小城站
小城站是布拉格地铁A线的一座车站。“Malostranská”一词在捷克语中是“小城”的意思。顾名思义，小城站位于布拉格一个古老的城区——布拉格小城。